# الوضع القانوني لألمانيا
يتعلق الوضع القانوني لألمانيا بمسألة انقراض أو استمرار خلاف ذلك، للدولة القومية الألمانية (أي الرايخ الألماني الذي تم إنشاؤه في توحيد 1871) في أعقاب صعود وسقوط ألمانيا النازية، والتوقف الدستوري للاحتلال العسكري لألمانيا من قبل قوى الحلفاء الأربعة من 1945 إلى 1949. أصبح وضع جديد مرة أخرى عندما انضمت جمهورية ألمانيا الديمقراطية (ألمانيا الشرقية) إلى جمهورية ألمانيا الاتحادية (ألمانيا الغربية) في عام 1990.

## نظرة عامة
بعد الحرب العالمية الثانية، كان تحديد الوضع القانوني مناسبًا، على سبيل المثال، لحل مسألة ما إذا كانت جمهورية ألمانيا الفيدرالية بعد عام 1949 (ألمانيا الغربية) ستكون الدولة الخلف لرايخ الألماني قبل عام 1945 - بتداعيات في ذلك الوقت لخلافة الدولة، مثل استمرار المعاهدات - أو إذا كان، وفقًا للقانون الدولي، مطابقًا للرايخ الألماني. علاوة على ذلك، فإن تحديد السلطة، على سبيل المثال لتأكيد أو رفض الادعاءات الإقليمية، وخاصة فيما يتعلق بالأراضي الشرقية السابقة، كان يعتمد على هذا التحديد للوضع القانوني. حدد اتفاق بوتسدام لعام 1945 أبرام معاهدة سلام كاملة بعد الحرب العالمية الثانية، تتضمن التحديد الدقيق للحدود الألمانية ما بعد الحرب، ويجب أن «تقبلها حكومة ألمانيا عندما يتم إنشاء حكومة مناسبة لهذا الغرض». لقد أكدت الجمهورية الفيدرالية دائمًا أنه لا يمكن القول إن هذه الحكومة قد تم تأسيسها حتى يتم لم شمل شعوب ألمانيا الشرقية والغربية داخل دولة ديمقراطية حرة؛ ولكن استمرت مجموعة من الآراء داخل ألمانيا الغربية حول ما إذا كان يمكن القول بأن دولة موحدة تتألف من سكان ألمانيا الغربية وألمانيا الشرقية وبرلين وحدها تمثل الشعب الألماني بأكمله. والسؤال الرئيسي هو ما إذا كانت ألمانيا التي ظلت مقيدة شرقا بخط أودر-نايسه يمكن أن تكون بمثابة «ألمانيا موحدة» عند توقيع معاهدة سلام، دون أي شروط.
نشأ سؤال ذو صلة من القانون الأساسي لجمهورية ألمانيا الاتحادية (Grundgesetz). كما اعتمدته ألمانيا الغربية في عام 1949 كدستور مؤقت، تتطلع الديباجة صراحة إلى دولة ألمانية حرة وموحدة في المستقبل؛ «الشعب الألماني كله مدعو إلى تحقيق، من خلال تقرير مصيره الحر، وحدة وحرية ألمانيا». يحتمل أن يوفر القانون الأساسي طريقين لإقامة دولة ألمانية متحدة؛ إما بموجب المادة 23 التي حددت بموجبها «أجزاء أخرى من ألمانيا» بالإضافة إلى الولايات المسماة في جمهورية ألمانيا الاتحادية (بوندزلاند) يمكن أن تتقدم بطلب للقبول؛ أو بموجب المادة 146 حيث يمكن ممارسة السلطة التأسيسية (Bundesland) من قبل الممثلين المنتخبين من الشعب الألماني بأكمله في وضع دستور جديد دائم يحل محل القانون الأساسي. إن اعتماد دستور بموجب المادة 146 كان يعني ضمنيا أن الصلاحية القانونية لدولة ألمانية الموحدة ستعتمد على «قرار حر للشعب الألماني» ككل.
لم توجد أي حكومة وطنية فعالة في ألمانيا بعد استسلام القيادة العليا الألمانية في مايو 1945؛ وبالتالي، تمارس جميع السلطات والقوى العسكرية والمدنية الوطنية من قبل قوى الحلفاء الأربع. بعد ذلك أكد الحلفاء أن الرايخ الألماني السابق لم يعد موجودًا في الواقع؛ لذلك، باعتبارهم «أعلى سلطة» في ألمانيا، فقد كان لهم الحق في تولي جميع السلطات السيادية دون تقييد النطاق أو المدة ويمكنهم أن يفرضوا بشكل شرعي أي تدابير على الشعب الألماني داخل الأراضي الوطنية الألمانية كما يمكن لأي حكومة القيام به قانونًا على شعبها - بما في ذلك التخلي عن أجزاء من تلك المنطقة والناس إلى بلد آخر. حصل جدال على أن الاتفاقيات الدولية التي تقيد القوى المحتلة في زمن الحرب من فرض تغييرات جوهرية على النظام الحكومي أو النظام الاقتصادي أو المؤسسات الاجتماعية داخل الإقليم الخاضع لسيطرتها - لوائح لاهاي لأراضي الحرب واتفاقيات جنيف - لم تطبق؛ ولا يمكن تطبيقها، لأن إنهاء ألمانيا النازية والتخلي التام عن المؤسسات والهياكل القانونية الألمانية قد تم الاتفاق عليهما من قبل قوى الحلفاء باعتبارهما ضرورة أخلاقية مطلقة. نتيجة لذلك، توخى اتفاق بوتسدام أن تنشأ في نهاية المطاف دولة تتمتع بالحكم الذاتي من بين حطام الحرب العالمية الثانية التي تغطي «ألمانيا ككل»، وتوحيد برلين ومناطق سيطرة الحلفاء الأربعة؛ لكن أن هذه الدولة ستستمد سيادتها فقط من تلك ثم تتولاها قوات الحلفاء، وسوف يتطلب دستورها موافقة جميع الحلفاء من خلال مجلس وزراء الخارجية. منذ الخمسينيات فصاعدًا، طورت مدرسة لعلماء القانون الألمان وجهة نظر بديلة مفادها أن الحلفاء قد احتفظوا فقط بالسيادة الألمانية بينما أصبحت الدولة الألمانية السابقة عاجزة عن التصرف؛ وبالتال، بمجرد أن يتم تشكيل حكومة ألمانية -مشكلة بحرية في شكل جمهورية اتحادية- فإنها ستستأنف الهوية والوضع القانوني للرايخ الألماني السابق دون المطالبة بأي نقل رسمي للسيادة من مؤسسات مجلس مراقبة الحلفاء (التي كانت بحلول ذلك الوقت، في طور الثبات).

## ألمانيا كـ «شعب وطني»؛ مقابل ألمانيا باعتبارها «أراضي دولة»
عندما تم توحيد ألمانيا عام 1871، تم تأسيس الرايخ دستوريًا كإتحاد للممالك، كل منهم دخل الاتحاد مع منطقة محددة؛ وبالتالي تم تحديد القومية الموحدة للرايخ الألماني (في المادة 1 من دستور عام 1871) من الناحية الإقليمية، كأراضي ضمن الحدود السابقة لهذه المجموعة الفرعية من الملكيات الألمانية. أصبح هذا الفهم الجغرافي للدولة الألمانية مستبدلًا بشكل مطرد في الفترة التي سبقت الحرب العالمية الأولى من خلال فهم ألمانيا كدولة قومية وحدوية مرتبطة بالشعب الوطني الألماني وفقًا لمبدأ حق الدم"، واستناداً إلى خطاب" سيادة الأمة "في دستور فرانكفورت؛  وإن كان العديد من "الألمان " العرقيين (كما هو الحال مع الشعوب الناطقة باللغة الألمانية في النمسا) ظلوا خارج الشعب الوطني الذي شكل الإمبراطورية الألمانية في عام 1871؛ وأيضًا أن إمبراطورية عام 1871 شملت مناطق واسعة (مثل بوسن) مع غالبية السكان من غير الألمان. أصبح هذا الانتقال رسميًا في دستور جمهورية فايمار،  حيث حددت المادة الأولى لرايخ بأنه يستمد سلطته من الشعب الألماني؛ بينما تحدد المادة 2 أراضي الدولة تحت حكم الرايخ بأنها الأراضي التي كانت، وقت اعتماد الدستور، تحت سلطة الدولة الألمانية. ركزت هوية الدولة الألمانية والشعب الألماني في الاتجاهين؛ لم تستمد مؤسسات الدولة الألمانية شرعيتها من الشعب الألماني فحسب؛ هكذا، أيضًا، استمد الشعب الألماني هويته المتأصلة وواجباته الوطنية من كونه جماعياً بمثابة عضو ومؤسسة للرايخ الألماني. في وقت لاحق، استمر تطبيق مصطلح "الرايخ الألماني" على حد سواء كما هو الحال مع الشعب الوطني، وكذلك يدل على أراضي الدولة الألمانية؛ ولكن على نحو متزايد تطبيق المصطلح على الشعب الألماني أصبح ينظر إليه على أنه أساسي. في أعقاب الحرب العالمية الثانية، أصبح مصطلح "الرايخ الألماني" غير صالح في الصياغة الدستورية، حيث تم استبداله بمصطلح "أمة ككل"، كما هو مطبق للدلالة على الدولة باعتبارها مجمل الشعب القومي الألماني؛ ومصطلح "ألمانيا ككل"، كما هو مطبق للدلالة على الدولة ككل الأراضي الوطنية الألمانية. ومع ذلك، لا يزال من الأساسي للفهم الدستوري الألماني أن الوضع القانوني لألمانيا هو وظيفة للشعب الألماني الموحد، وليس مقيدًا بحدود المناطق الخاضعة لسلطة الدولة الألمانية في وقت واحد.

## استسلام الفيرماخت

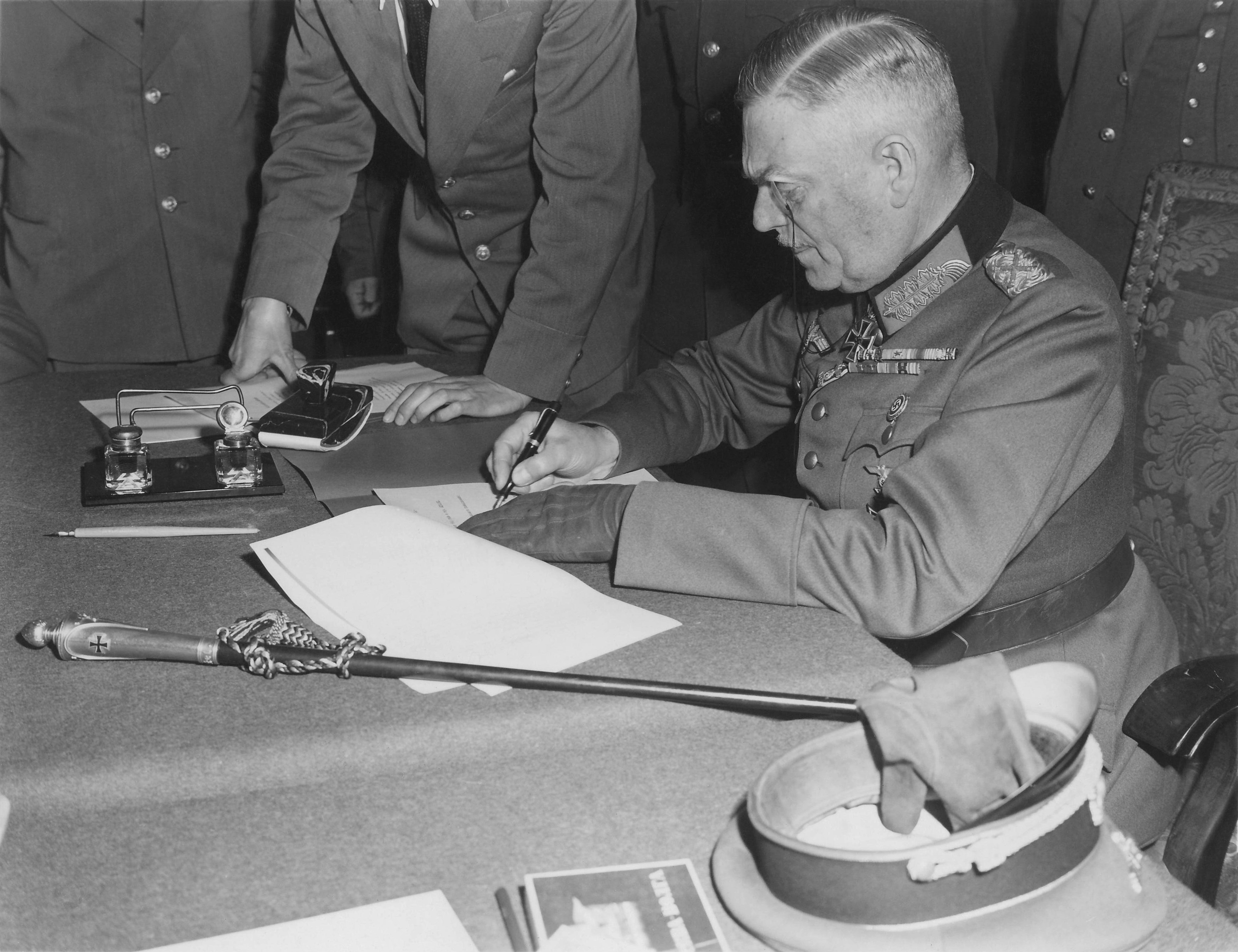
الجنرال فيلدمارشيل فيلهلم كيتل يوقع صك الاستسلام في برلين

بعد وصول هتلر للسلطة في عام 1933، تم تجسيد سلطة الدولة أكثر وأكثر بمستشار الرايخ (Reichskanzler) أدولف هتلر، الذي عند وفاة رئيس الرايخ بول فون هيندينبيرغ في 2 أغسطس 1934 أصبح في وقت واحد رئيس الحكومة ورأس الدولة (على غرار الفوهرر وReichskanzler). علاوة على ذلك، بحلول الأشهر الأخيرة من الحرب، تم دمج الوظائف الحكومية على جميع المستويات داخل ألمانيا النازية في جهاز الحزب النازي. بعد انتحار هتلر في 30 أبريل 1945، استقال النظام الخلف الذي عين في شهادته السياسية خلال جلسة 2 مايو للحكومة. قام الأدميرال كارل دونيتز، الذي تم تعيينه رئيسًا للرايخ في عهد هتلر، بمهمة تشكيل إدارة سياسية للوزير الرائد لوتس فون كروسيغ؛ ومع ذلك، فإن حكومة فلنسبورغ الناتجة عن ذلك لم تكن تمتلك أي سلطة حكومية مركزية بحكم الأمر الواقع داخل ألمانيا، كما أنها لم تعترف بها أي حكومة للمحور أو الحلفاء أو حكومة محايدة.
سبقت هذه الحوادث الاستسلام غير المشروط للقوات المسلحة الألمانية (Wehrmacht)، والذي وقعه ممثلون رشحوا من قبل القوات المسلحة الألمانية الثلاث والقيادة العليا العسكرية (القيادة العليا للفيرماخت) في شهر مايو. في مايو 8 في برلين كارلسهورست؛ من خلالها، لأنه كان استسلامًا عسكريًا خالصًا، لا يمكن أن تنشأ أي عواقب مباشرة على الوضع القانوني للسلطة المدنية للرايخ الألماني. ومع ذلك، نظرًا لأن جميع السلطات والسلطة المركزية المدنية داخل ألمانيا قد تم إخمادها فعليًا عند وفاة أدولف هتلر وحيث أن إدامة النازية بأي شكل من الأشكال لم يكن من الممكن تصديقها، فإن استسلام جميع السلطات العسكرية المتبقية أكدت الانتهاء القانوني الكامل للدولة الألمانية السابقة لدول الحلفاء. «استسلام ألمانيا غير المشروط قد تم. .». لقد تعامل المؤرخون اللاحقون مع 8 أيار (مايو) 1945 باعتباره التاريخ الذي لم تعد فيه ألمانيا النازية موجودة.
منذ 30 أبريل، كانت وزارة الخارجية الأمريكية تضغط على جميع البلدان المحايدة التي احتفظت بعلاقات دبلوماسية مع ألمانيا للإعداد لإغلاق السفارات الألمانية وتسليم أرشيفاتها وسجلاتها إلى سفارات الحلفاء الغربيين؛ وقد فعل البعض ذلك حتى قبل 8 مايو. ومع ذلك، نظرًا لأن الاستسلام العسكري للقيادة العليا الألمانية كان يشكل انقراض الدولة الألمانية وتولي جميع الحلفاء سلطة الدولة، فقد أمر الحلفاء الغربيون على الفور بإغلاق جميع السفارات المتبقية في الدول المحايدة. وقد استدعى الموظفون الدبلوماسيون وسجلاتهم في سفارة الحلفاء. تم إخطار الدول المحايدة التي تم ترشيحها كقوى حماية فيما يتعلق بألمانيا والحلفاء بموجب اتفاقيات جنيف بأن هذه الوظيفة قد تم إنهاؤها الآن، وطلبت من وزارة الخارجية تسليم جميع سجلات السفارة وممتلكات الدولة الألمانية في ثقتهم. إلى الحلفاء الغربيين. امتثلت جميع قوى الحماية بالكامل لمطالب الحلفاء، وقطعت العلاقات الدبلوماسية رسمياً؛ وبالتالي توقفت الدولة الألمانية ككيان دبلوماسي في 8 مايو 1945.

 في 23 مايو، أغلق الحلفاء إدارة فلنسبورغ واعتقلوا أعضائها. لقد أضفى ذلك طابعًا رسميًا على الفراغ القانوني الذي تم ملؤه في 5 يونيو فقط، عندما أعلن القادة الأعلى لقوات الحلفاء الأربعة، في إعلان برلين، تولي «السلطة العليا» في ألمانيا: قوات التحالف لم تتحكم فقط في الحكومة، ولكن أيضا الآن تولى جميع السلطات والسلطة القانونية للدولة الألمانية ككل. قيل صراحة إن هذا لن يؤثر على ضم ألمانيا، على الرغم من أن القوى الأربع أكدت سلطتها، باعتبارها المستودع الوحيد لسلطة الدولة الألمانية، لتحديد الحدود المستقبلية للأراضي الألمانية: 
 «لا توجد حكومة أو سلطة مركزية في ألمانيا قادرة على قبول مسؤولية الحفاظ على النظام وإدارة البلاد والامتثال لمتطلبات الدول المنتصرة. وهكذا تم الاستسلام غير المشروط لألمانيا، وأصبحت ألمانيا خاضعة لشروط قد تفرض عليها الآن أو فيما بعد». 
[. . . ]
 "تتولى حكومات الولايات المتحدة الأمريكية، واتحاد الجمهوريات الاشتراكية السوفياتية والمملكة المتحدة، والحكومة المؤقتة للجمهورية الفرنسية، السلطة العليا فيما يتعلق بألمانيا، بما في ذلك جميع السلطات التي تملكها الحكومة الألمانية، والقيادة العليا وأي ولاية أو بلدية أو حكومة أو سلطة محلية. إن الافتراض، للأغراض المذكورة أعلاه، لا يؤثر على ضم السلطات والسلطات المذكورة.

 ستحدد حكومات الولايات المتحدة الأمريكية واتحاد الجمهوريات الاشتراكية السوفياتية والمملكة المتحدة والحكومة المؤقتة للجمهورية الفرنسية فيما بعد حدود ألمانيا أو أي جزء منها ووضع ألمانيا أو أي منطقة في الحاضر يجري جزء من الأراضي الألمانية ". 

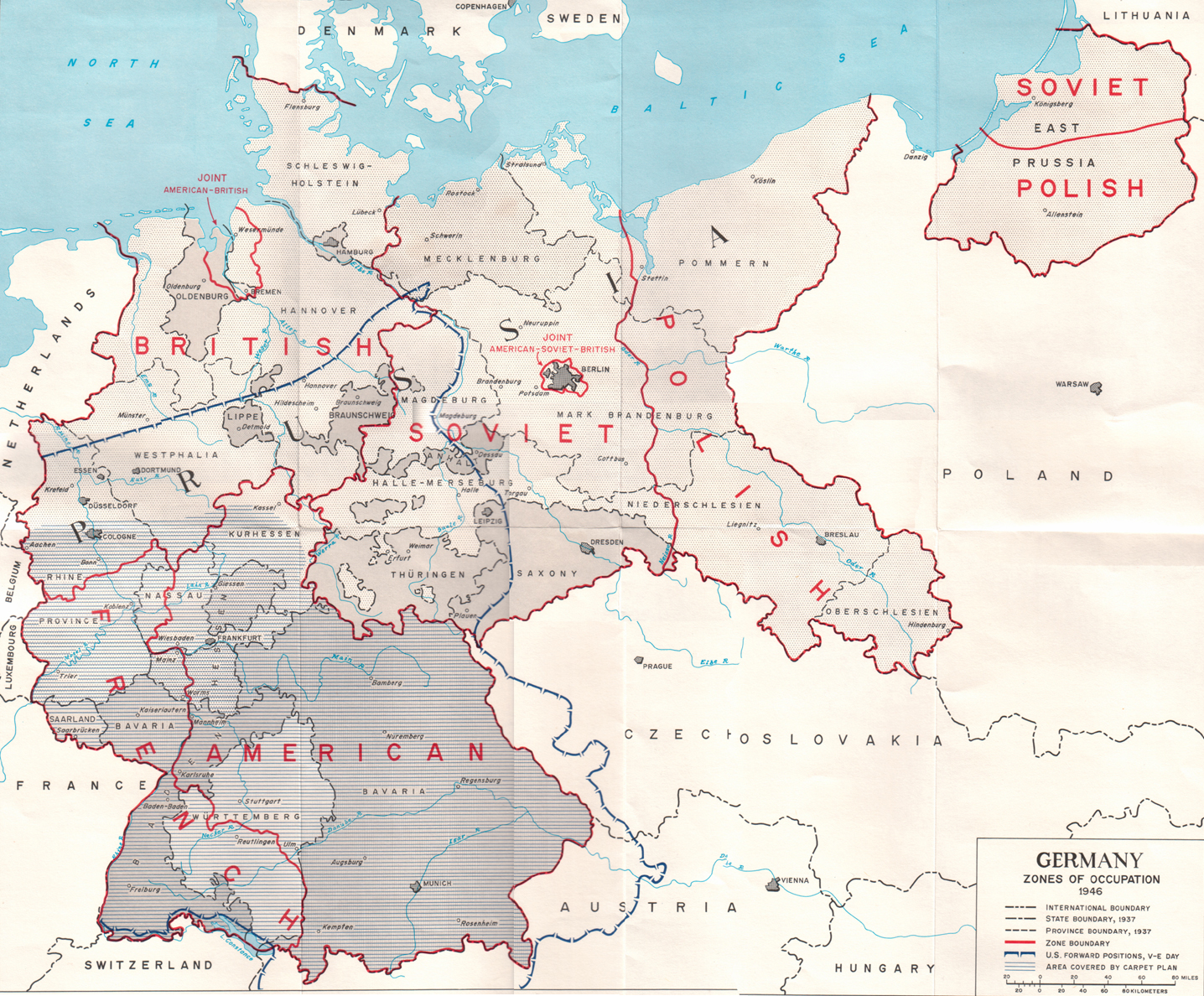
احتلت ألمانيا في حدود 1937

كانت سلطة الدولة تنفذ منذ ذلك الحين من قبل مجلس مراقبة الحلفاء حتى تعليقها الفعلي في عام 1948. جميع المعاهدات الدولية التي سبقت الحرب والتي كان الرايخ الألماني طرفًا فيها قد تم التخلي عنها فيما يتعلق بألمانيا منذ عام 1945 (وفقًا لاتفاقيات استمرار محددة تم التفاوض عليها من خلال لجنة التنسيق الإدارية). تم إضفاء الشرعية الدولية على سيادة الحلفاء، وتم دعوة الدول المحايدة إلى الاعتراف بمجلس مراقبة الحلفاء باعتباره السلطة السيادية الوحيدة في ألمانيا. ومع ذلك، استمر الاعتراف بالجنسية الألمانية، واعتبر أن الأراضي الوطنية الألمانية ما زالت قائمة. بحكم الشرعية المنصوص عليها في إعلان برلين، خصصت قوى الحلفاء في مؤتمر بوتسدام الأراضي الشرقية من الرايخ الألماني السابق للإدارة البولندية والسوفياتية؛ في انتظار تسوية سلمية نهائية. تم تقسيم الأراضي الألمانية المتبقية إلى أربع مناطق، والتي إلى جانب المنطقة المشتركة للعاصمة برلين ستشكل معًا «ألمانيا ككل» بعد الحرب، وكانت خاضعة لإدارة الحلفاء (Alliierte Kommandantur )، والتي بدورها كانت تابعة لمجلس مراقبة الحلفاء. تم تعيين الحدود الغربية لبولندا، في انتظار التحديد الدقيق في مؤتمر سلام في نهاية المطاف، على خط أودر - نايسه. يتم استبعاد جميع المناطق الواقعة شرق هذا البلد من منطقة الاحتلال السوفيتي، وبالتالي من «ألمانيا ككل». 
 «لأغراض مهنية، سيتم تقسيم ألمانيا إلى ثلاث مناطق، داخل حدودها في 31 ديسمبر 1937، سيتم تعيين كل واحدة من هذه القوى الثلاث، بالإضافة إلى منطقة خاصة لبرلين، والتي يحكمها الاحتلال المشترك من القوى الثلاث»(بروتوكول لندن المؤرخ 12 ديسمبر 1944؛ لم يتم تمديده إلى فرنسا حتى انعقاد مؤتمر يالطا في فبراير 1945.) 
 وفي الوقت نفسه، بدأت إعادة الإعمار على مستوى الإدارة العامة الألمانية. استمرت الإدارات البلدية (Gemeinden) في العمل دون انقطاع تقريبًا، وبحلول عام 1946 جرت الانتخابات المحلية في جميع المناطق المهنية. تم تعيين الولايات الفيدرالية الألمانية الواقعة داخل المناطق المهنية للحلفاء الغربيين مرة أخرى بين حكومات الولايات في الفترة ما بين مايو 1945 ويوليو 1947. بالإضافة إلى ذلك، تم انتخاب مجالس الولايات التي تتمتع بسلطة دستورية، ومنذ عام 1946 فصاعدًا، أصبحت دساتير الولايات فعالة، وفي معظم الحالات بعد الاستفتاءات.

## حالة الحرب
أعلن رئيس الولايات المتحدة هاري إس ترومان وقف الأعمال القتالية بين الولايات المتحدة وألمانيا في 13 ديسمبر 1946. ومع ذلك، لم يؤكد الكونغرس الأمريكي نهاية حالة الحرب مع ألمانيا حتى 19 أكتوبر 1951، بناءً على طلب الرئيس ترومان في 9 يوليو. وهكذا كان المدنيون الألمان لا يزالون يعتبرون رعايا العدو لفترة طويلة. كان لهذا الوضع بعض النتائج الخاصة: على سبيل المثال، لم يُسمح بالزواج بين الجنود الأمريكيين البيض والنساء الألمان البيض حتى ديسمبر 1946 (كان الجيش الأمريكي في ذلك الوقت لا يزال يحظر الزواج بين الأعراق، لذلك كان على الجنود السود الانتظار حتى عام 1948. في يناير 1946، سُمح للصليب الأحمر السويدي بإرسال الطعام إلى ألمانيا، لكن المحاولات السابقة التي قامت بها وكالات الإغاثة لإرسال الغذاء قد منعت من قبل وزارة الخزانة الأمريكية بموجب قانون التجارة مع العدو لعام 1917، وتلقت القوات الأمريكية بموجب أوامر بعدم تبادل حصص الإعاشة الغذائية مع المدنيين الألمان.
في اتفاقية بيترسبرغ المؤرخة 22 نوفمبر 1949، لوحظ أن حكومة ألمانيا الغربية تريد إنهاء حالة الحرب، لكن لم يتم قبول الطلب. تم الحفاظ على حالة الحرب الأمريكية مع ألمانيا لأسباب قانونية، وعلى الرغم من تخفيفها إلى حد ما، لم يتم تعليقها لأن «الولايات المتحدة تريد الإبقاء على أساس قانوني للاحتفاظ بقوة أمريكية في ألمانيا الغربية». في اجتماع لوزراء خارجية فرنسا والمملكة المتحدة والولايات المتحدة في نيويورك في الفترة من 12 سبتمبر إلى 19 ديسمبر 1950، قيل، من بين تدابير أخرى لتعزيز موقف ألمانيا الغربية في الحرب الباردة، إن الحلفاء الغربيون «سينهون بالتشريع حالة الحرب مع ألمانيا». خلال عام 1951، أنهى العديد من الحلفاء الغربيين السابقين حالة الحرب مع ألمانيا: أستراليا (9 يوليو)، كندا، إيطاليا، نيوزيلندا، هولندا (26 يوليو)، جنوب إفريقيا، والمملكة المتحدة (9 يوليو)  انتهت حالة الحرب بين ألمانيا والاتحاد السوفيتي في أوائل عام 1955. منحت سيادة جمهورية ألمانيا الاتحادية في 5 مايو 1955، من خلال نهاية رسمية للاحتلال العسكري لأراضيها. ومع ذلك، فقد تم الحفاظ على حقوق خاصة، مثل برلين الغربية. استمر وجود عسكري أيضًا حتى التنفيذ الكامل، في عام 1994، لمعاهدة اثنين زائد أربعة، الموقعة في عام 1990.
بموجب أحكام معاهدة عام 1990 الخاصة بالتسوية النهائية فيما يتعلق بألمانيا، تخلت القوى الأربع عن جميع الحقوق التي كانت تتمتع بها سابقًا في ألمانيا، بما في ذلك برلين. ونتيجة لذلك، أصبحت ألمانيا ذات سيادة كاملة في 15 مارس 1991. بعد انضمام ألمانيا إلى الأمم المتحدة، كان هناك خلاف حول ما إذا كانت المادتان 53  و107  من ميثاق الأمم المتحدة، التي صنفت ألمانيا «دولة معادية»، لا تزال مطبقة، لكن هذه المواد أصبحت غير ذات صلة عندما تخلت الدول عن حقوقها الخاصة في معاهدة عام 1990،  وتم الاعتراف بها رسمياً باعتبارها عفا عليها الزمن بموجب قرار الجمعية العامة للأمم المتحدة  في عام 1995.

## غرب وشرق ألمانيا
بموجب اتفاق بوتسدام، اتفقت قوى الحلفاء الثلاثة والولايات المتحدة والمملكة المتحدة والاتحاد السوفيتي على أن اتفاق سلام نهائي يجب أن ينتظر إلى إعادة تأسيس حكومة ألمانية كافية لغرض الموافقة على شروطالسلام للحلفاء. في غضون ذلك كان من المفترض أن يعمل مجلس مراقبة الحلفاء على ممارسة جميع السلطات السيادية داخل ألمانيا؛ بينما يشرف مجلس وزراء الخارجية على تطوير مؤسسات الدولة الألمانية الجديدة. تمت دعوة فرنسا إلى عضوية كلتا الهيئتين (على الرغم من أن ديغول لم يدع إلى بوتسدام، ورفض الالتزام بأية اتفاقات مبرمة هناك)؛ لكن فرنسا من الأولى اتبعت سياسة لعرقلة أي إجراءات مشتركة للحلفاء التي قد تؤدي إلى عودة ظهور ألمانيا كدولة موحدة واحدة. وبالتالي، فإن أي إنشاء لمؤسسات أو وكالات رسمية قد تستعيد في نهاية المطاف السيادة الألمانية الموحدة قد توقف في البداية بسبب الاعتراضات الفرنسية. في وقت لاحق، مع تزايد الخصومات في الحرب الباردة، أصبحت نفس المؤسسات تبطل إلى حد كبير بسبب النزاعات بين الحلفاء الغربيين والاتحاد السوفيتي. لذلك تقاربت الولايات المتحدة والمملكة المتحدة من وجهة النظر الفرنسية القائلة بأنه لا يمكن السماح لدولة ألمانية موحدة خاضعة جزئيًا للسلطة السوفيتية بالظهور في حين بقيت الكتلة السوفيتية في أوروبا الشرقية، وبالتالي فإن الحلفاء الغربيين الثلاثة حسموا على أساس اتحاد ألماني غربي يتألف من مناطق في مناطق احتلالهم الثلاث. أنشئ هذا في 23 أيار 1949 بإصدار القانون الأساسي كما تم تبنيه من قبل المجلس البرلماني واعتمدته قوات الاحتلال الغربية. تم تفويض الجمهورية الاتحادية التي أنشأها القانون الأساسي للتصرف في الانتخابات الفيدرالية التي عقدت في 14 أغسطس، وهو الاجتماع التأسيسي لبرلمان البوندستاغ في 7 سبتمبر، واستثمار أول رئيس اتحادي، ثيودور هيوس في 13 سبتمبر، وتعيين كونراد أديناور كأول مستشار فدرالي في 15 سبتمبر وانضمام مجلس الوزراء الاتحادي في 20 سبتمبر 1949. بدورها قامت الإدارة العسكرية السوفيتية في 7 أكتوبر بتنفيذ مجلس الشعب (فولكسكامر) في منطقة الاحتلال السوفيتي وبرلين الشرقية، التي أقرت دستور ألمانيا الشرقية، والمسمى رسمياً باسم «الجمهورية الديمقراطية الألمانية» (GDR). تولى مجلس وزراء جمهورية ألمانيا الديمقراطية منصبه في 12 أكتوبر 1949.
في 10 أبريل 1949، وضع الحلفاء الغربيون قانون الاحتلال ونقلوه إلى المجلس البرلماني. أعلن رسميا في 12 مايو، فإنه يحتفظ بعدد من الحقوق السيادية، مثل السياسة الخارجية والتجارة الخارجية، لسلطات الحلفاء الثلاثة الغربية. كان أي تعديل على دستور ألمانيا الغربية يخضع لإذن الحلفاء (الغربي)، ويمكن رفض قوانين محددة، ويمكن للحكام العسكريين تولي كل السلطة الحكومية في أوقات الأزمات. كان من المفترض تنفيذ هذه التحفظات من قبل المفوضية العليا للحلفاء التابعة للحلفاء الغربيين الثلاثة، والتي تأسست في 20 يونيو وتزعم أنها تمارس سلطة الدولة العليا داخل مناطق الاحتلال الغربية السابقة. في 22 نوفمبر 1949، وقع المستشار كونراد أديناور اتفاقية بيترسبرغ، والتي بموجبها تم الاعتراف بأن سيادة ألمانيا الغربية ظلت محدودة. ومع ذلك، مدد الاتفاق حقوق الحكومة الألمانية في مواجهة الصلاحيات المنصوص عليها في النسخة الأصلية من قانون الاحتلال. بموجب المعاهدة العامة لعام 1955، اعترف الحلفاء الغربيون بالسيادة الكاملة لألمانيا الغربية. ومع ذلك، بقدر ما كانت مفوضية الحلفاء العليا تتصرف خارج سلطة مجلس مراقبة الحلفاء النائم، كان من غير المؤكد ما هي السلطة السيادية، إن وجدت، التي يمكن أن تطالب بها على ألمانيا الغربية؛ أو ما إذا كان يمكنها نقل أي سلطة ذات سيادة إلى حكومة ألمانيا الغربية الجديدة.
من الخمسينيات، تبنت الحكومة الفيدرالية الادعاء بوجود رايخ ألماني واحد مستمر لم يمس وضعه القانوني بالكامل من قبل المؤسسات التي أنشأتها قوى الحلفاء، وأن الجمهورية الفيدرالية هي الخليفة القانوني الوحيد لرايخ، وقد تبنتها الحكومة الفيدرالية. نفسها ومن قبل المحكمة الدستورية الاتحادية. على هذا الأساس، ادعت الجمهورية الاتحادية ولاية حصرية لكامل أراضي ما بعد الحرب في ألمانيا. في البداية، اعتمد دستور 1949 للجمهورية الديمقراطية الألمانية نسخة صورة طبق الأصل من هذا الادعاء؛ في تأطير تحسبا لدستور ألمانيا في المستقبل بشروطها السياسية الخاصة؛ ولكن تمت إزالة جميع الإشارات إلى دولة ألمانية وطنية أوسع في التعديلات الدستورية في عامي 1968 و 1974، ومنذ ذلك التاريخ أكد جمهورية ألمانيا الديمقراطية أنه منذ عام 1949 كان هناك دولتان ألمانيتان مستقلتان تمام السيادة. الجمهورية الاتحادية الحلفاء الحرب الباردة دعم مزاعمها في جزء منه، كما اعترفت جمهورية ألمانيا الاتحادية بمشروعية الدولة الوحيدة المنظمة ديمقراطيا داخل الأراضي الألمانية السابقة (ألمانيا الشرقية يحتجز أن يكون السوفيتي تشكل بطريقة غير مشروعة دولة دمية)؛ لكنها لم تقبل الحجج المرتبطة بها لوجود الرايخ ما قبل 1945 المستمر «الميتافيزيقي» بحكم القانون داخل أجهزة جمهورية ألمانيا الاتحادية.
في وقت لاحق، في عهد السياسة الشرقية الجديدة، سعت الجمهورية الاتحادية في أوائل سبعينيات القرن الماضي إلى إنهاء العلاقات العدائية مع دول الكتلة الشرقية، والتي تفاوضت خلالها في عام 1972 على معاهدة أساسية مع جمهورية ألمانيا الديمقراطية، معترفًا بها كواحدة من دولتين ألمانيتين داخل أمة ألمانية واحدة، والتخلي عن أي مطالبة بحكم الولاية القضائية القانونية على تلك الأجزاء من ألمانيا داخل ألمانيا الشرقية. تم الطعن في المعاهدة أمام المحكمة الدستورية الفيدرالية، حيث تتناقض على ما يبدو مع التطلعات الغالبة للقانون الأساسي لدولة ألمانية موحدة؛ إلا أن المحكمة أيدت مشروعية المعاهدة، وقد تأهلت بدرجة كبيرة بتأكيد الادعاء بأن الرايخ الألماني استمر في الوجود ك«دولة شاملة» بحيث لا يمكن التخلي عن واجب السعي لتحقيق الوحدة الألمانية في المستقبل، وإن كان ذلك دون أي الأجهزة المؤسسية لرايخ في حد ذاتها لم تكن قادرة على العمل. كانت الجمهورية الفيدرالية متطابقة بالفعل مع الرايخ الألماني. ولكن كانت هذه «هوية جزئية» توقفت عند حدود الجمهورية الفيدرالية ولم تمتد بأثر رجعي إلى الفترة 1945-1949 قبل أن تأتي الجمهورية الاتحادية إلى حيز الوجود. أخذ الحلفاء الغربيون هذا كدليل على التنصل من أي دعم للمطالبات السابقة للجمهورية الفيدرالية بتفويض حصري لألمانيا، وكلهم يعترفون بأن ألمانيا الديمقراطية هي دولة مستقلة ذات سيادة ودعم قبول كل من ألمانيا كأعضاء مكافئين في الأمم المتحدة. في عام 1975، شاركت كلتا الدولتين الألمان في وثيقة هلسنكي الختامية التي تم بموجبها تأكيد الحدود الحالية لأوروبا بعد الحرب، بما في ذلك الفصل بين ألمانيا الشرقية والغربية والحدود بين ألمانيا الشرقية وبولندا، كشرعية في القانون الدولي.

## ادعائات استمرارية مؤسسات الدولة الألمانية ؛ قضية «الموظف المدني»
على الرغم من أن المحكمة الدستورية الفيدرالية أكدت أن الرايخ الألماني قبل الحرب كان مستمرًا داخل أجهزة ومؤسسات الجمهورية الاتحادية بعد عام 1949، إلا أنها تختلف بشدة عن كل من المحامين الدستوريين الأكاديميين الألمان والمحاكم الفيدرالية الأخرى في تفسيرها لهذا المبدأ. وصل هذا النزاع إلى ذروة مطالبة أعضاء الهيئة القضائية في الحقبة النازية، والخدمة المدنية والأكاديمية بحقهم في العودة إلى وظائفهم السابقة في الجمهورية الاتحادية الجديدة. وبموجب المادة 131 من القانون الأساسي، تم تحديد إعادة توظيف هؤلاء الموظفين العموميي ، أو بطريقة أخرى، استحقاقهم لمدفوعات نهاية الخدمة أو معاشات التقاعد، لتكون خاضعة للقانون الاتحادي؛ ولكن عندما تم سن مثل هذا القانون في عام 1951، والذي يوفر تعويضًا محدودًا في التوظيف ودفع جزئي جزئي لاستحقاقات المعاش التقاعدي، فقد طعن فيه كثير من موظفي الخدمة العامة السابقين؛ الذين حظيت قضاياهم بدعم قوي من محكمة العدل الفيدرالية. يعتمد جوهر دعم FCJ لهذه الحالات على اقتراح مفاده أن حقوق التوظيف للموظفين العموميين قد تمت حمايتها من التدخل السياسي كمبدأ أساسي للدولة الألمانية، وإن كان هذا المبدأ قد انتهك بشكل صارخ في الفترة النازية؛ وبالتالي منذ أن استمرت الدولة الألمانية، التي تحررت الآن من النازية، في الوجود بعد عام 1945، وكذلك عمل موظفوها العامون - على الرغم من تصرفات القوى المحتلة في إزاحتهم مؤقتًا. علاوة على ذلك، لاحظت FCJ أنه في الاستسلام الرسمي للجيش الألماني في عام 1945 لم يكن هناك استسلام نظير للدولة المدنية الألمانية؛ ومن ثم، يمكن اعتبار هذه الدولة ومؤسساتها من الناحية القانونية تنتظر إعادة التنشيط في ظل الجمهورية الاتحادية. بالنسبة إلى حرمان الموظفين العموميين من إعادة وظائفهم، دون إجراء قضائي يثبت التواطؤ الفردي في الأعمال غير القانونية التي ارتكبها النظام النازي، فقد بلغت حد العقوبة الجماعية؛ وبالتالي كان غير دستوري.
في حكم صدر عام 1953، رفضت المحكمة الدستورية الفيدرالية كل هذه الحجج بشكل مطلق. تم إطفاء جميع لجان الخدمة المدنية في 8 مايو 1945؛ لأنه في ذلك التاريخ، ولسنوات عديدة سابقة، لم يكن هناك أي خدمة مدنية لرايخ تُستخدم فيها. الأمر نفسه ينطبق على القضاء وأساتذة الجامعات. على وجه الخصوص، لاحظت لجنة الاتصالات الفيدرالية (FCC) أن جميع الموظفين العموميين والمسؤولين القضائيين وأساتذة الجامعات قد طُلب منهم أداء قسم هتلر ليحلوا محل القسم السابق لدعم الدستور، كشرط صارم للبقاء في العمل. أولئك الذين أقسموا اليمين (حتى تحت الإكراه) كانوا متواطئين ضمنيًا في طرد أولئك الذين رفضوا اليمين. تم إفساد مجموعة كاملة من أجهزة ومؤسسات الدولة المدنية الألمانية دون استثناء، في ظل النظام النازي، إلى «جهاز قوة في خدمة الحزب النازي»؛ وعندما تم إطفاء الحزب النازي، كانت جميع الوظائف في الدولة المدنية النازية كذلك. لا يمكن لأي جانب من جوانب دولة القانون، أو الدولة المدنية تحت حكم القانون، أن يكون قادرًا على استمرار الوظيفة في ظل ظروف القوة النازية؛ ولم يفعل أحد ذلك. وبالتالي، فإن أي إغاثة مقدمة للموظفين الحكوميين السابقين بموجب القانون الفيدرالي بعد عام 1949 كانت مسألة نعمة برلمانية، وليست حقًا أساسيًا. على الرغم من اعتبار أن الشخصية القانونية لرايخ الألماني قد بقيت على قيد الحياة في الجمهورية الفيدرالية، إلا أن جميع أجهزة ومؤسسات الرايخ قد تم إبطالها منذ أمد بعيد بسبب أعمال النظام النازي، ومؤسسات الدولة التي خلفتها بعد عام 1949 لم تكن بأي حال من الأحوال متواصلاتهم. كان جهاز الدولة الفيدرالية الألمانية بأكمله مولودًا، «أعيد بناؤه من الألف إلى الياء» منذ عام 1949. وتبعًا لذلك ، يجب اعتبار الدولة المدنية النازية «دولة إجرامية» (Verbrecherstaat)، وهي مؤسسة إجرامية تتنكر كدولة؛ قضاتها لم يكونوا قضاة، ولم يكن أساتذتها أساتذة، ولم يكن موظفوها المدنيون موظفين مدنيين. في هذا، حافظت المحكمة الدستورية الفيدرالية على التمييز التام بين السلطة المدنية والعسكرية في ظل النظام النازي؛ بما أنه، على الرغم من أن جميع أفراد القوات المسلحة قد طُلب منهم أيضًا أداء اليمين الدستورية الخاصة بحلف هتلر، فقد ظل وضعهم القانوني الصحيح كجنود وبحارة وطيارين في الرايخ حتى 8 مايو 1945.

## إعادة توحيد ألمانيا
مع انهيار الجمهورية الديمقراطية الألمانية في عام 1989، أصبحت إعادة توحيد ألمانيا أمراً لا مفر منه. لكن هذا أثار مسألة مدى قبول الإجراءات السابقة وقوانين جمهورية ألمانيا الديمقراطية السابقة لعام 1989 كأفعال لدولة ذات سيادة ألمانية شرعية. جادل بعض العلماء لإحياء النظرية القائلة بأن سيادة الرايخ قبل عام 1945 استمرت في الوجود؛ مع الجمهورية الاتحادية لما بعد عام 1949 كممثل مؤقت وحيد لها (وإن كان ذلك فقط داخل حدود FRG). في المقابل، كان هذا يعني ضمناً الحاجة إلى دستور جديد لجميع ألمانيا تم التصويت عليه من قبل دولة موحدة وفقًا للمادة 146 من القانون الأساسي كخليفة للجمهورية الفيدرالية؛ مع مزيد من التضمين، قد يتم إلغاء إجراءات ألمانيا الشرقية السابقة. في حالة بدء توحيد عام 1990 بموجب العملية الأسرع للمادة 23، والتي بموجبها يمكن للدول الألمانية القائمة إعلان انضمامها إلى القانون الأساسي للجمهورية الاتحادية، من خلال قرار المؤسسات الديمقراطية التمثيلية الحرة. هذه العملية أكد ضمنا كلا من الوضع السيادي المستمر للجمهورية الاتحادية بموجب القانون الأساسي، وأيضا بحكم الواقع وبحكم القانون القدرات القانونية للمؤسسات السياسية في ألمانيا الشرقية السابقة، سواء في إعلان الانضمام للقانون الأساسي وفي الحصول مسبقا مارس الحكومة على سكانها ومثلهم في القانون الدولي؛ تخضع لمؤهلات واسعة بعد عام 1990 في تصنيف جمهورية ألمانيا الديمقراطية السابقة على أنها «دولة ظلم» يمكن أن يطالب سكانها بالتعويض (ويكونون عرضة للعقوبات) فيما يتعلق بالإجراءات التي كانت قبل عام 1990 والتي كانت تتعارض مع مبادئ حقوق الإنسان، لأن هذه تم دمجها في القانون العام الألماني الشرقي.
كان من شأن توحيد المادة 146 أن يستتبع مفاوضات مطولة من شأنها أن تفتح القضايا الملتهبة في ألمانيا الغربية. حتى بدون النظر إلى ذلك، كانت ألمانيا الشرقية في حالة انهيار اقتصادي وسياسي شبه تام. وبالمقارنة، يمكن استكمال إعادة التوحيد حسب المادة 23 في أقل من ستة أشهر. لهذا السبب، عندما وافقت الألمانيتين على دمج اقتصادهما بشكل عاجل في مايو 1990، اتفقوا أيضًا على متابعة إعادة التوحيد عبر المسار السريع للمادة 23.
ومن ثم، في 23 أغسطس 1990، أعلن فولكسكامر (المجلس التشريعي) لجمهورية ألمانيا الديمقراطية انضمام ألمانيا الشرقية إلى الجمهورية الاتحادية بموجب المادة 23 من القانون الأساسي؛ وهكذا بدأت عملية إعادة التوحيد، ودخلت حيز التنفيذ في 3 أكتوبر 1990. ومع ذلك، فإن عملية إعادة التوحيد نفسها (مع أحكامها وشروطها المحددة العديدة؛ بما في ذلك التعديلات الأساسية للقانون الأساسي) قد تحققت دستوريًا بموجب معاهدة التوحيد اللاحقة المؤرخة 31 أغسطس 1990؛ وذلك من خلال اتفاق ملزم بين جمهورية ألمانيا الديمقراطية السابقة والجمهورية الاتحادية يعترفان الآن ببعضهما البعض كدولتين مستقلتين ذات سيادة في القانون الدولي. ثم صوتت هذه المعاهدة حيز التنفيذ في 20 سبتمبر 1990 من قبل كل من فولكسكامر والبرلمان بأغلبية الثلثين حسب الدستور. التأثير من جهة، على انقراض جمهورية ألمانيا الديمقراطية، ومن ناحية أخرى، التعديلات المتفق عليها للقانون الأساسي للجمهورية الاتحادية.
بموجب هذه الشروط، اختفت الجمهورية الديمقراطية الألمانية من الوجود اعتبارًا من منتصف الليل بتوقيت وسط أوروبا في 3 أكتوبر، وانضمت خمس ولايات أعيد تشكيلها مؤخرًا على أراضيها إلى الجمهورية الفيدرالية. لم شمل برلين الشرقية والغربية كمدينة واحدة، والتي أصبحت عاصمة للجمهورية الاتحادية الموسعة. لم تخلق العملية حالة ثالثة من الاثنين. بدلا من ذلك، استوعبت ألمانيا الغربية ألمانيا الشرقية بشكل فعال، وتم توسيع المنطقة التي كان فيها القانون الأساسي ساري المفعول لتشمل أراضي جمهورية ألمانيا الديمقراطية السابقة. وهكذا، استمرت الجمهورية الفيدرالية الموسعة تحت نفس الشخصية القانونية لألمانيا الغربية القديمة.
على الرغم من أن جمهورية ألمانيا الديمقراطية قد أعلنت اسميا انضمامها إلى الجمهورية الفيدرالية بموجب المادة 23 من القانون الأساسي، فإن هذا لا يعني قبولها للقانون الأساسي كما هو قائم آنذاك؛ ولكن بدلاً من القانون الأساسي بصيغته المعدلة لاحقًا بما يتماشى مع معاهدة التوحيد ومعاهدة التسوية النهائية. كان لهذه التعديلات إزالة جميع تلك البنود التي كانت المحكمة الدستورية الاتحادية قد حافظت من قبل على هوية الجمهورية الاتحادية مع الرايخ الألماني التاريخي باعتبارها «دولة عامة»، بما في ذلك المادة 23 ذاتها التي وفرت الأساس ل إعلان فولكسكامير المستمر عن الانضمام.
بموجب «معاهدة اثنين زائد أربعة»، التزمت كل من الجمهورية الاتحادية وجمهورية ألمانيا الديمقراطية واستمرارهما الموحد لمبدأ أن حدودهما المشتركة قبل عام 1990 تشكل كامل الأراضي التي يمكن أن تطالب بها حكومة ألمانيا، وبالتالي كانت هناك لا توجد أراضي أخرى خارج تلك الحدود التي كانت أجزاء من ألمانيا ككل. استبعدت تعديلات القانون الأساسي لعام 1990 المطلوبة لإعادة توحيد ألمانيا صراحةً توفير سبل الانتصاف أو التعويض عن الإجراءات التي اتخذت تحت سلطة الاحتلال السوفيتي 1945-1949 قبل تأسيس الجمهورية الاتحادية وجمهورية ألمانيا الديمقراطية. وأثار هذا مجموعة أخرى من القضايا الدستورية، حيث اعترض عدد من الأفراد على دستورية معاهدات إعادة التوحيد؛ على وجه التحديد فيما يتعلق بمستويات التعويض والرد المقدمة للأشخاص الذين صودرت ممتلكاتهم بين عامي 1945 و1949 في ظل السلطة السوفيتية. جادل المدعون بأن الجمهورية الفيدرالية كانت قد ادعت تاريخياً أن سيادتها هي استمرار لسيادة الحكومات الألمانية لرايخ السابق، وذلك بعد عام 1990، وعليها أن توفر الرد لصالح مالكي الممتلكات المصادرة (أو ورثتهم) الإجراءات في الفترة التي كانت فيها القوة السيادية الألمانية نائمة. وفي نهاية المطاف، نظرت القضايا أمام الدائرة الكبرى للمحكمة الأوروبية لحقوق الإنسان في عام 2005؛ الذين وجدوا باستمرار في تصرفات الجمهورية الاتحادية بعد عام 1990 - ومن ثم رفضوا الحجج التي ادعت أن سيادة الجمهورية الاتحادية حافظت على سيادة الرايخ الألماني المستمر بعد الحرب؛ إعلان أن قوى الحلفاء الأربعة قد مارست، في الأعوام 1945 إلى 1949، «احتلالًا فريدًا خاصًا بعد الحرب والاستسلام غير المشروط، الذي منح سلطات» السيادة «لقوات الاحتلال.» 
في عملية لم الشمل، ألغيت المادة 23 من القانون الأساسي، مما أغلق احتمال أن تعلن أي أجزاء سابقة أخرى من ألمانيا فيما بعد انضمامها إلى الجمهورية الاتحادية؛ في حين تم تعديل المادة 146 لتعلن صراحة أن أراضي الجمهورية الموحدة حديثًا كانت تضم ألمانيا بأكملها؛ «هذا القانون الأساسي، الذي يسري منذ تحقيق وحدة ألمانيا وحريتها على الشعب الألماني بأسره ، يجب أن يطبق في اليوم الذي يبدأ فيه سريان دستور يتبناه بحرية الشعب الألماني». وقد تأكد هذا في إعادة صياغة الديباجة عام 1990 ؛ «الألمان .. لقد حققوا وحدة وحرية ألمانيا في تقرير المصير الحر. ينطبق هذا القانون الأساسي على الشعب الألماني بأكمله.»
منذ عام 1990، لا يمكن أن يكون هناك أي أساس دستوري للحفاظ على أي هوية قانونية مستقبلية لألمانيا والشعب الألماني، ما عدا في المناطق الموحدة والسكان في ألمانيا الشرقية وألمانيا الغربية وبرلين.

## روابط خارجية
- BVerfGE 36، 1 – المعاهدة الأساسية بين الشرق والغرب ، حكم مجلس الشيوخ الثاني في 31. جولي 1973 بعد جلسة المحكمة في 19. جوني 1973، من الألف إلى الياء. 2 BvF 1/73.